# Mike Glumac
Mike Glumac (Niagara Falls, Ontario, 5. travnja 1980.) kanadski je hokejaš.

## Igračka karijera
Prije nego što je postao profesionalac, Glumac je igrao u hokejaškoj momčadi sveučilišta Miami iz Ohio-a.
Dana 24. svibnja 2013. je potpisao jednogodišnji ugovor s Medveščakom.